# Втори Битолско-Прилепски поменик
Вторият Битолско-Прилепски поменик е новобългарски книжовен паметник, поменик от XIX век.

## Описание
Поменикът е от XIX век. Подвързията му е откъсната, а листовете окъсани и изгризани. Състои се от 84 листа с размери 19,5 X 13,5 cm, като на места има откъснати листове. Хартията на паметника е линирана и разграфена като счетоводна книга. Почерците са на различни автори, неправилен и небрежен скоропис, до 15 реда на страница предимно с молив. Паметникът съдържа имена за помен от села от Битолско и Прилепско: Руфци Мало, Бучин, Бела църква, Иваневци, Вашереица, Ново село, Добромир, Логоварди, Оризари, Боротино, Църнобуки, Лознани, Беранци, Подино, Чепигово, Ношпал, Свето Тодори, Тополчани, Селце, Големо Койнаре и други.